# Fiziologia muzicii
Sunetul, din punct de vedere fiziologic, este senzația produsă asupra organului auditiv de către vibrațiile materiale ale corpurilor impulsionate pe calea undelor atmosferice (manifestare sensibilă-fiziologică). Pe drumul lor spre centrii nervoși ai auzului, vibrațiile sonore sunt transformate, prelucrate și adaptate.

## Mecanismul audiției
Există trei faze principale până când vibrațiile atmosferice devin senzații sonore (la nivelul centrilor nervoși):
- Transmisia mecanică a vibrațiilor: timpanul (urechea externă) este pus în mișcare de presiunea undelor sonore din atmosferă. Acesta transmite mișcările vibratorii celor trei oscioare (ciocănelul, nicovala, scărișoara - urechea medie).
- Transformarea în influx nervos: scărișoara transmite cohleei stimulul vibrator, care va pune în mișcare membrana baziliară, unde se află fibrele ganglionare "Corti" (care vor transforma vibrația membranei baziliare în influx nervos)
- Transmiterea influxului către creier: organul Corti transmite influxul nervos către creier, unde se formează senzația de sunet.

## Sunetul muzical și zgomotul

### Sunetul muzical
Un sunet se consideră muzical dacă are frecvența determinabilă. El este produsul vibrațiilor isocrone (repezi, uniforme si periodice). Poate fi simplu (sinus) sau compus (timbrat, adică + armonice).

### Sunetul „acustic” și sunetul „muzical”
Față de sunetul acustic, sunetul muzical suferă:
1) Procese tranzitorii (spațiul infim de trecere de la starea de repaus a instrumentului sonor la cea de vibrație, trecerea nu se face brusc).
2) Vibrația (intervin foarte mici variații de înălțime, viață interioară, o valoare expresivă capabilă de modelare). 
Sunetul constituie o formă specifică de energie potențială și cinetică în muzică. Sunetul acustic este determinabil prin parametrii săi fizici și sunetul muzical complex este purtător al unor capacități energetice expresive psiho-emoționale.

### Zgomotul
Senzația de zgomot constituie efectul auditiv al vibrațiilor neperiodice și neuniforme, în complexul cărora nu există componente bine definite, din cauză nu posedă frecvență precisă. Orice sunet muzical deține și un fond imperceptibil de zgomot care contribuie la determinarea calității lui timbrale.

## Calitățile fiziologice ale sunetului

### Înălțimea sonoră
Este senzația pe care frecvența vibrațiilor o produce asupra simțului nostru auditiv. Este baza sistemelor muzicale (temperate și netemperate). Stă la baza celor 3 forme de expresie intonațională:
- Melodia (se compune din succesiuni de sunete de diferite înălțimi într-o ordine de referință diacronică - consecutiv)
- Armonia (sunete de înălțimi diferite într-o ordine artistică de referință verticala - sincronică).
- Polifonia (îmbinarea mai multor melodii și suprapuneri acordice).

► Toate sistemele muzicale intonaționale, melodice, armonice si polifonice pleacă de la condițiile fiziologice ale perceperii înălțimilor sunetelor și de la organizarea materialului sonor după acest criteriu.

### Durata sunetului
Senzația scurgerii în timp a oricărui fenomen. Reprezintă axa pe care evoluează în timp toate componentele muzicii. Este formată din valori audibile (sunete) și neaudibile (pauze). Măsurarea este subiectivă (adică nu este în conformitate cu unitățile fizice de măsura - tempoul diferă).

### Intensitatea sonoră
Senzația pe care o produce amplitudinea vibrațiilor asupra organului auditiv. Poate fi obiectivă (reală) sau subiectivă (alterată de distanță, acustica sălii, etc.). Preceptele de ordin teoretic și practic determinate de intensitatea sonoră alcătuiesc dinamica.* Ansamblul variaților de intensitate utilizate în muzică alcătuiesc dinamica.*
Dinamica poate fi de trei feluri: 
- Fizică: sub forma amplitudinii vibrațiilor
- Tehnică: modalitățile de producere și mânuire a intensității sonore cu ajutorul aparatajului electroacustic și în alcătuirea sa complexă (microfoane, magnetofoane, pick-up, etc.)
- Muzicală: unicul mijloc prin care intensitatea capătă valența de expresie ce se adaugă pe planul intonațional și ritmic.

### Timbrul sonor
Forma complexă (spectrală) a vibrațiilor din care rezultă armonicele se percepe ca timbru. Este un caracter al senzației auditive care permite să se distingă diferite sunete complexe având aceeași frecvență fundamentală și aceeași intensitate, însă compoziții spectrale deosebite (armonice diferind ca număr și intensitate).

#### Rezonanță superioară
Analiza fizico-matematică fenomenului rezonanței naturale a determinat cu precizie armonicele superioare, acestea producându-se la intervale fixe și într-o anumită ordine. Mare parte din ele nu pot fi redate în scris la înălțimea reală din rezonanță. Repetarea octavei de 4 ori, cvintei x3,cvarta x3 și terței mari x2, marchează importanța și preponderența intervalelor primare în creația muzicală.

#### Rezonanță inferioară
Armonicele superioare se reflectă coborâtor la aceleași intervale. Din punct de vedere funcțional, conceptul tonal clasic de creație își găsește suportul științific în cele două feluri de rezonanțe: principiile privind dominanta se reflectă în rezonanța superioară, iar cele care privesc subdominanta tonală, în rezonanță inferioară.

#### Rolul diverșilor factori în determinarea expresiei timbrale
Principalele caracteristici ale timbrului sunt:
- Numărul armonicelor: cu cât este mai mare cu atât timbrul este mai bogat
- Modul de distribuire: adică ordinea sau locul in serie determină anumite caracteristici (1- 6 consonante, 7- 16 disonante).
- Intensitatea: unele armonice dețin o intensitate mai mare față de celelalte, din care cauză sunt preponderente în determinarea timbrului.
- Înălțimea: frecvența crește, timbrul se deschide.
- Distanța: la o distanță prea mare (ca urmare a fenomenului de absorbție) armonicele înalte se reduc sau chiar dispar.
- Modul de atac: fiecare mod de atac (pizzicato, con arco, con sordina…etc.) produce efecte speciale de natură timbrală.
- Materialul din care sunt confecționate instrumentele: astfel, lemnul, metalul și coarda vocală au calități moleculare diferite.
- Procesele tranzitorii: reprezintă începutul unui sunet muzical, intervalul scurt de timp în care se declanșează mecanismele necesare producerii sale. De pildă, la vioară sau alte instrumente cu arcuș, înseamnă intervalul în care arcușul trece de la frecare statică către punerea coardei în mișcare la viteză constantă. Deși greu perceptibile dacă sunt căutate anume, asemenea zgomote inițiale sprijină de multe ori informația oferită de spectrul sonor. În cazul viorii, fără a auzi „începutul” sunetului riscăm să o confundăm cu sunetul unei trompete, din care s-a eliminat, de asemenea, atacul. (Explicația oferită în acest caz este că vioara și trompeta au un spectru similar.)